# Wie sjoeën ós Limburg is
Wie sjoeën ós Limburg is (het lied kent vele spellingvarianten) is een sinds de jaren vijftig traditioneel geworden vaderlandslievend lied uit de Nederlandse provincie Limburg. De tekst van het lied is van de Venlose zanger Harry Bordon, die het in 1954 op de plaat zette als Wie sjoen os Limburg is. Rond die tijd leurt hij succesvol met zijn mooie teksten bij verschillende musici om er muziek bij te krijgen. Hij vindt Jean Coumans (organist, componist, muziekleraar, dirigent) bereid om de melodie belangeloos (voor naamsvermelding en een kistje sigaren) te componeren. Hij wordt daarbij begeleid door het K.R.O. Amusementsorkest onder leiding van Klaas van Beeck. Het lied geldt naast het officiële Limburgse volkslied (Waar in 't bronsgroen eikenhout) als het tweede volkslied van deze provincie. Harry Bordon zette het lied in 1954 op de plaat, waarna het zich in heel Nederland via de radio een zekere populariteit verwierf. Het lied wordt vaak vertolkt door André Rieu, onder andere tijdens de viering van het honderdjarig bestaan van de VVV, dat – in aanwezigheid van koningin Beatrix – gevierd werd in Valkenburg aan de Geul in 2010.
De tekst bezingt de schoonheid en enkele karakteristieken van de provincie. De beginregels van het refrein bevatten voor de meeste Noord-Nederlanders enige grammaticale en lexicale moeilijkheden: Wie sjoeën ós Limburg is,/begrip toch nemes/es allein de zuderling/dae Limburg leef is  (vertaling: "Hoe mooi ons Limburg is/ begrijpt toch niemand/ dan alleen de zuiderling/ die Limburg lief is").
In de herfst van 2010 dook bij een nalatenschap in Noord-Limburg een ongedateerde handgeschreven tekst van 'Wie sjoeën ós Limburg is' op, met als briefhoofd een Amsterdams adres van Harry Bordon. Na een zoektocht bij diverse kenners werd het handschrift uiteindelijk positief geïdentificeerd door Jenny Arean, als zijnde van haar tweede vader Harry Bordon.

## Trivia
- Het lied wordt gebruikt in de cabaretvoorstelling Kalm aan en rap een beetje (Twents: Heanig an en rap wat) van Herman Finkers.